# بیمارستان ناحیه‌ای میلتن
بیمارستان ناحیه‌ای میلتن (انگلیسی: Milton District Hospital) یا به‌اختصار MDH، بیمارستانی در شهر میلتن استان انتاریوی کاناداست که در زمینی به مساحت ۴۰ جریب فرنگی (۱۶ هکتار) ساخته شده و از زیرمجموعه‌های «مراقبت‌های سلامت هالتون» است.
این بیمارستان ارائه‌دهندهٔ خدمات طب اورژانس، پزشکی زایمان، پزشک عمومی، بخش مراقبت‌های ویژه، جراحی، توان‌بخشی، تصویربرداری پزشکی و مراقبت‌های پیچیده است. بخش اورژانس این بیمارستان شبانه‌روزی است و در کنار بخش سرپایی به بیش از ۳۷٬۰۰۰ مراجعه‌کننده در سال خدمت‌رسانی می‌کند. این بیمارستان بالگردنشین هم دارد.
در سال ۲۰۱۵ دولت محلی استان انتاریو با اختصاص ۵۰۱٫۳ میلیون دلار کانادا، اقدام به توسعه، نوسازی و گسترش این بیمارستان نمود که اجرای آن در سال ۲۰۱۷ به پایان رسید و بیش از ۳۰٬۰۰۰ متر مربع به مساحت کلی بیمارستان اضافه شد. از جمله، فضای بخش اورژانس این بیمارستان سه برابر شد و از آن سال، پذیرای ۴۵٬۰۰۰ مراجعه‌کننده در سال است.